# Karl Nikolai von Nolcken
Karl Nikolai von Nolcken (*  2. Februar 1830  in Köljal/Kõljala, Ösel; † 22. Januar 1913 in Arensburg, Ösel) war ein deutsch-baltischer Pastor, Übersetzer, Sprachwissenschaftler und Volkskundler. 

## Leben
Nolcken, ein Sohn des Gutsbesitzers Alexander von Nolcken, studierte an der Kaiserlichen Universität Dorpat Geschichte (1850–1852) und arbeitete zuerst als Sekretär des Kreisgerichts und Notar der Ritterschaftskanzlei in Arensburg. Von 1860 bis 1864 studierte er Theologie in Dorpat. Von 1867 bis zu einer Emeritierung 1901 war er Pastor in Peude auf Ösel. Theologisch trat er für ein bekenntnisbewusstes Luthertum ein.

## Veröffentlichungen
Nolcken veröffentlichte Gedichte und theologische Abhandlungen, daneben auch zwei Kinderbücher in estnischer Sprache: Aabitsaraamat und Aabitsaraamatu sissejuhatus.